# 12-Stunden-Rennen von Sebring 1977

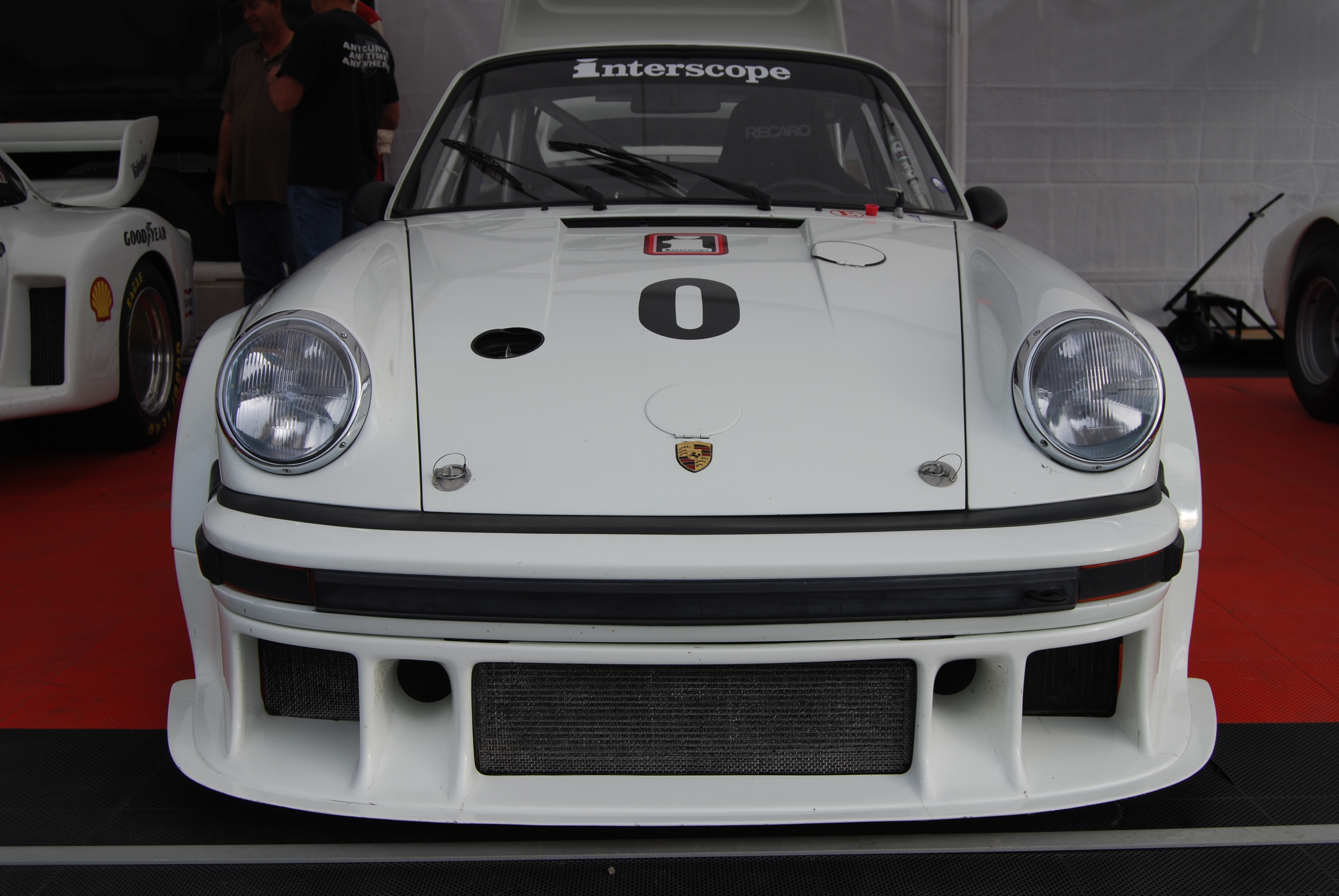
Der Vasek Polak Interscope Racing-Porsche 934/5, mit dem Danny Ongais, Ted Field und Hurley Haywood den fünften Gesamtrang belegten

Das 25. 12-Stunden-Rennen von Sebring, auch Sebring 77, the 25th Running of The 12 Hours Endurance, Sebring Grand Prix Course, fand am 19. März 1977 auf dem Sebring International Raceway statt und war der zweite Wertungslauf der IMSA-GT-Serie dieses Jahres.

## Das Rennen
Eigentlich sollte die 25. Ausgabe des 12-Stunden-Rennens von Sebring die große Jubiläumsausgabe werden; im Rückblick war dieses Rennen jedoch das mit der geringsten Beteiligung an etablierten Profirennfahrern- und Teams und die Veranstaltung, bei der sich der Rennkurs in der schlechtesten Verfassung seiner Geschichte befand. Wie 1971 Alec Ulmann kündigte diesmal Promoter John Greenwood den Bau einer neuen Rennstrecke einschließlich eines Ovalkurses wenige Kilometer entfernt vom Flughafenkurs an. Wie 1971 blieb es bei der Ankündigung.
Das Starterfeld wurde von Fahrzeugen der Marke Porsche dominiert, das Rennen selbst vom Porsche 934/5 von Jim Busby und Peter Gregg, die bereits einen Vorsprung von fünf Runden herausgefahren hatten, als ein Reifenschaden die hintere Aufhängung beschädigte und den Wagen zu einer längeren Reparatur an die Boxen zwang. Nach einer Aufholjagd gelangte der Wagen wieder an die Spitze, ehe ein weiterer Reifendefekt das Team an die dritte Stelle zurückwarf. Damit war der Weg frei für den Sieg von George Dyer und Brad Frisselle im Porsche Carrera RSR.
Hollywood-Glamour gab es durch die beiden US-amerikanischen Schauspieler Paul Newman und Bobby Carradine, die als Fahrer am Rennen teilnahmen.
Mitte der 1970er-Jahre hatte sich auch das Zuschauerverhalten geändert. Das lag vor allem an anderen Gruppen, die zum Rennen kamen. Mit Beginn 1952 kamen vor allem junge Leute bzw. Familien mit Kindern nach Sebring und machten das Umfeld zu einem großen Familienfest, das den Behörden so gut wie keine Probleme bereitete. In den 1970er-Jahren kamen vermehrt Motorradgangs an die Strecke, und vorbei war es mit der Idylle. Immer öfter musste die Polizei eingreifen; es kam zu Alkoholexzessen und reihenweisen Verhaftungen. Nach dem Rennende gab Greenwood entnervt die Veranstaltungsrechte zurück und das Rennen stand wieder ohne Promoter da.

## Ergebnisse

### Schlussklassement
| 1               | GTO | 30 | George Dyer Racing            | George Dyer Brad Frisselle                             | Porsche Carrera RSR    | 234 |
| 2               | GTO | 58 | Diego Febles Racing           | Diego Febles Hiram Cruz                                | Porsche Carrera RSR    | 229 |
| 3               | GTO | 61 | Brumos Racing                 | Jim Busby Peter Gregg                                  | Porsche 934/5          | 229 |
| 4               | GTO | 09 | Belcher Racing                | John Gunn Gary Belcher                                 | Porsche 934/5          | 228 |
| 5               | GTO | 0  | Vasek Polak Interscope Racing | Danny Ongais Ted Field Hurley Haywood                  | Porsche 934/5          | 218 |
| 6               | GTO | 9  | Bytzek Automotive             | Rudy Bartling Klaus Bytzek                             | Porsche Carrera RSR    | 217 |
| 7               | GTO | 24 | Executive Industries          | Tom Frank Carl Shafer                                  | Porsche Carrera RSR    | 214 |
| 8               | GTU | 50 | Motex Auto                    | Gerhard Hirsch Fritz Hochreuter Rainer Brezinka        | Porsche 911S           | 203 |
| 9               | GTU | 27 | Miami Auto Racing             | Ray Mummery Jack Refenning Joseph Hamilton             | Porsche 911S           | 203 |
| 10              | GTO | 07 | Morrison’s Inc.               | Charles Mendez Dave Cowart                             | Porsche Carrera RSR    | 197 |
| 11              | GTO | 78 |                               | Phil Francis Eugenio Matienzo Tom Nowling              | Chevrolet Camaro       | 196 |
| 12              | GTO | 39 | Wiley Doran                   | Wiley Doran Jim Barnett Charles Pelz                   | Chevrolet Corvette     | 194 |
| 13              | GTU | 11 | Motoring Enthusiasts          | Gary Nylander Bobbee Nylander Michael Hammond          | Porsche 911S           | 191 |
| 14              | GTU | 70 | Race Car                      | Marion Speer Windle Turley                             | Porsche 911S           | 188 |
| 15              | GTU | 60 | R & R Racing                  | Rusty Bond Ren Tilton                                  | Porsche 911S           | 187 |
| 16              | GTO | 72 | Bill Arnold                   | Bill Arnold Billy Hagan                                | Chevrolet Corvette     | 185 |
| 17              | GTO | 65 | Modena Sports Cars            | John Morton Bobby Carradine                            | Ferrari 365 GTB/4      | 184 |
| 18              | GTU | 01 | Sports Ltd. Racing            | Bob Bergstrom Jim Cook                                 | Porsche 911S           | 183 |
| 19              | GTU | 06 | Morrison’s Inc.               | Dave Panaccione Gary Mesnick Dana Roehrig              | Porsche 911T           | 182 |
| 20              | GTU | 7  | Hallet Motor Racing Circuit   | Anatoly Arutunoff José Marina Brian Goellnicht         | Lancia Stratos         | 178 |
| 21              | GTO | 49 | Fillingham Racing             | Sam Fillingham K. P. Jones Mike Williamson             | Chevrolet Corvette     | 175 |
| 22              | GTO | 76 | Mancuso Chevrolet             | John Greenwood Burt Greenwood Rick Mancuso             | Chevrolet Corvette     | 167 |
| 23              | GTO | 82 | Tom Ross                      | Tom Ross Paul Tavilla                                  | Ford Mustang           | 161 |
| 24              | GTU | 85 | John Hulen                    | John Hulen Ron Coupland Dave Causey                    | Porsche 914/6          | 157 |
| 25              | GTU | 2  | Bill Freeman                  | Bill Freeman Paul Newman                               | Porsche 911S           | 150 |
| 26              | GTU | 08 | Busch Beer                    | Terry Wolters Lawrence Pleasants                       | Porsche 911S           | 144 |
| 27              | GTO | 44 | Neil Potter                   | Neil Potter William Boyer                              | Ford Mustang           | 142 |
| 28              | GTO | 18 | Terry Wolters                 | Jack Swanson Wayne Miller                              | Chevrolet Camaro       | 138 |
| 29              | GTU | 03 |                               | Ron Oyler Carlos Muratti Martinas Smit                 | Renault R12            | 109 |
| Ausgefallen     |     |    |                               |                                                        |                        |     |
| 30              | GTO | 05 | Red Roof Inns Inc.            | Jim Trueman Jerry Thompson Donald Yenko                | Chevrolet Monza        | 172 |
| 31              | GTU | 51 | Kirby-Hitchcock Racing        | Robert Kirby John Hotchkis                             | Porsche 914/6          | 164 |
| 32              | GTO | 94 | Tony Ansley                   | Tony Ansley Charles Gano Ron Connelly                  | Chevrolet Corvette     | 160 |
| 33              | GTO | 73 | Howey Farms                   | Clark Howey Dale Koch David Crabtree                   | Chevrolet Corvette     | 157 |
| 34              | GTO | 64 | Ramsey Ferrari of SF          | Bob Bondurant Dick Smothers Milt Minter                | Ferrari 365 GTB/4      | 151 |
| 35              | GTO | 10 | Motex Auto                    | Hans Berner Willy Goebbels                             | Porsche Carrera        | 148 |
| 36              | GTU | 98 | Conrad Racing                 | Juan Montalvo Tony Garcia Jorge DeCardenas             | Porsche 911S           | 145 |
| 37              | GTO | 92 | Mike Tillson Motor Racing     | Mike Tillson David Olimpi                              | Porsche Carrera        | 135 |
| 38              | GTO | 46 | Mauricio de Narváez           | Mauricio de Narváez Albert Naon                        | Porsche Carrera RSR    | 130 |
| 39              | AC  | 17 | Chitwood Racing               | Tim Chitwood Vince Gimondo Joie Chitwood junior        | Chevrolet Nova         | 128 |
| 40              | GTO | 15 | Javier Garcia                 | Javier Garcia Jack Baldwin George Garcia               | Chevrolet Corvette     | 125 |
| 41              | GTU | 77 | Bruce Jennings                | Bruce Jennings Bill Bean                               | Porsche 911S           | 123 |
| 42              | GTO | 31 | Kenneth LaGrow                | Paul Bowden Jimmy Tumbleston Kenneth LaGrow            | Chevrolet Camaro       | 122 |
| 43              | GTU | 22 | Angel’s Auto World            | Bill King Jon Lehew                                    | Datsun 240Z            | 120 |
| 44              | GTO | 80 | Carmon Solomone               | Fred Lang Carmon Solomone                              | Chevrolet Camaro       | 116 |
| 45              | GTO | 86 | Hugh Kleinpeter               | Hugh Kleinpeter Jef Stevens                            | De Tomaso Pantera      | 93  |
| 46              | GTU | 20 | Vince DiLella                 | Vince DiLella Manuel Cueto                             | Porsche 914/4          | 93  |
| 47              | GTU | 99 | George Shafer Craig Shafer    | George Shafer Craig Shafer Dick Scott                  | Datsun 240Z            | 89  |
| 48              | GTO | 4  | B. R. Racing                  | Mark Leuzinger David Redszus Mike Van der Werff        | De Tomaso Pantera      | 89  |
| 49              | GTU | 54 | Spirit Racing                 | Hal Sahlman Preston Henn Steve Cook                    | Porsche 914/6          | 81  |
| 50              | GTU | 71 | The Foreign Exchange          | Tom Bagley Chip Mead                                   | Porsche 911S           | 77  |
| 51              | GTO | 8  | Bob Beasley                   | Bob Beasley George Stone                               | Porsche Carrera RSR    | 74  |
| 52              | GTO | 1  | Harry Jones                   | Michael Keyser Harry Jones                             | Ferrari 365 GTB/4      | 66  |
| 53              | GTO | 36 | Motorcito Racing              | Tico Almeida Rene Rodriguez Manuel Quintana            | Chevrolet Camaro       | 62  |
| 54              | GTO | 48 | Autodyne                      | John Carusso Luis Sereix Emory Donaldson               | Chevrolet Corvette     | 59  |
| 55              | GTO | 68 | Rick Hay                      | Phil Currin Rick Hay Rob Hoskins                       | Chevrolet Corvette     | 53  |
| 56              | GTO | 66 | Ralph Noseda                  | Ralph Noseda Richard Small Jeff Loving                 | Chevrolet Camaro       | 49  |
| 57              | GTU | 67 | Havatampa Cigars              | Dave White David McClain                               | Porsche 911S           | 48  |
| 58              | GTU | 29 | Bonky Fernandez               | Bonky Fernandez Manuel Godinez Tato Ferrer             | Lotus Elan             | 47  |
| 59              | GTO | 55 | Rick Thompkins                | Jim Fitzgerald Rick Thompkins                          | Chevrolet Corvette     | 45  |
| 60              | GTO | 95 | Robert Davis                  | Marty Hinze Robert Davis                               | Chevrolet Corvette     | 42  |
| 61              | GTO | 41 | Jones Ind. Racing             | Herb Jones Steve Faul                                  | Chevrolet Camaro       | 39  |
| 62              | GTU | 28 | Paul Spruell                  | Gene Budd Walter Johnston Paul Spruell                 | Alfa Romeo Alfetta     | 38  |
| 63              | GTO | 40 | Shulnburg Scrap Metal         | Dave Heinz Robert Shulnburg John Brandt                | Chevrolet Corvette     | 38  |
| 64              | GTU | 5  | Pedro Vazquez                 | Pedro Vazquez Bill Wolfe Richard Weiss                 | Porsche 911S           | 35  |
| 65              | GTO | 37 |                               | Rollie Walriven Slim Helson                            | Chevrolet Camaro       | 35  |
| 66              | GTU | 52 | Charles Kleinschmidt          | Charles Kleinschmidt Guido Levetto                     | MGB GT                 | 33  |
| 67              | GTU | 26 | Alfa Romeo South              | Louis McAlpine Ernie Smith                             | Alfa Romeo Alfetta GTV | 26  |
| 68              | GTU | 88 |                               | Jim Borsos Dennis Aase                                 | Porsche 911S           | 24  |
| 69              | GTO | 38 | John Paul                     | John Paul senior John O’Steen John Graves Bob Hagestad | Porsche Carrera RSR    | 13  |
| 70              | GTO | 79 |                               | Don Nooe Jim Stricklin                                 | Shelby GT350           | 10  |
| 71              | GTO | 19 | Richard Bostyan               | Gene Felton Richard Bostyan Ray Kessler                | Chevrolet Corvette     | 9   |
| 72              | GTO | 57 | Starbrite                     | John Tunstall Chuck Wade                               | Porsche Carrera RSR    | 2   |
| Nicht gestartet |     |    |                               |                                                        |                        |     |
| 73              | GTO | 00 | Interscope Racing             | Danny Ongais Ted Field                                 | Porsche 934            | 1   |
| 74              | GTO | 04 | Bill Nelson senior            | Dale Kreider Bob DeMarco                               | Pontiac Astre          | 2   |
| 75              | GTO | 75 | Bob Christiansen              | Bob Christiansen Ossie DeLay                           | Chevrolet Camaro       | 3   |
| 76              | GTU | 83 | Bill Scott Racing             | Les Delano John Barringer                              | Porsche 911S           | 4   |
| 77              | GTO | 91 | Fred Werl                     | Fred Werl Jay Miller Dan Slodowick                     | Ford Mustang           | 5   |
| 78              | GTU | 93 | Ralph Tolman                  | Ralph Tolman Jim Fitzgerald Mike Brockman              | Lotus Europa           | 6   |

1 Ersatzwagen
2 zurückgezogen
3 zurückgezogen
4 zurückgezogen
5 nicht gestartet
6 nicht gestartet

### Nur in der Meldeliste
Hier finden sich Teams, Fahrer und Fahrzeuge, die ursprünglich für das Rennen gemeldet waren, aber aus den unterschiedlichsten Gründen daran nicht teilnahmen.
| Pos. | Klasse | Nr. | Team                     | Fahrer                                      | Chassis             |
| ---- | ------ | --- | ------------------------ | ------------------------------------------- | ------------------- |
| 79   | GTO    | 6   | Levi’s Team Highball     | Amos Johnson Dennis Shaw Steve Anderson     | AMC Gremlin         |
| 80   | GTO    | 13  | University of Pittsburgh | Bob Fryer Donald Yenko Ed Lowther           | AMC Javelin         |
| 81   | GTO    | 14  | Dickinson Holbert        | Al Holbert Michael Keyser                   | Chevrolet Monza     |
| 82   | GTO    | 21  |                          | Dale Kreider Jack Baldwin                   | Chevrolet Corvette  |
| 83   | GTO    | 25  | Stephen Bond             | Stephen Bond Dale Kreider                   | Chevrolet Monza     |
| 84   | GTU    | 28  | Richard Weiss            | Raymond Gage Bill Alsup Richard Weiss       | Porsche 911S        |
| 85   | GTU    | 34  | George Drolsom           | George Drolsom Tom Bagley                   | Porsche 911S        |
| 86   | GTO    | 36  | Bill Boye                | Bill Boye Peter Marinelli                   | AMC Gremlin         |
| 87   | GTO    | 40  | Robert LaMay             | Robert LaMay                                | Ford Mustang        |
| 88   | GTU    | 42  | Bob Hindson              | Bob Hindson Frank Carney Dick Davenport     | Porsche 911S        |
| 89   | GTU    | 45  | Carlos Moran             | Carlos Moran Enrique Molins                 | Porsche Carrera RSR |
| 90   | GTO    | 47  | KWM Racing               | Kenper Miller Paul Miller David Hobbs       | BMW 3.0 CSL         |
| 91   | GTU    | 57  | Team Loon Racing         | John Poulos Lee Wiese Jerry Walsh           | Ford Pinto          |
| 92   | GTU    | 62  | Alfred Cosentino         | Bill Bean John Kelly                        | Fiat X1/9           |
| 93   | GTO    | 78  | Babe’s Garage            | Babe Headley Sam Feinstein Skip Panzarella  | Chevrolet Corvette  |
| 94   | GTO    | 79  | Michael Callas           | Michael Callas Adrian Gang                  | Porsche Carrera     |
| 95   | GTO    | 89  |                          | Cliff Gottlob Dick Guldstrand Kirke Gottlob | Chevrolet Corvette  |
| 96   | GTU    | 91  | Joe Jones                | Steve Jones Pete Levine                     | Ford Pinto          |
| 97   | GTO    | 96  | Clay Young               | Gene Felton Buzz Cason James Reeve          | Chevrolet Camaro    |

### Klassensieger
| Klasse | Fahrer                  | Fahrer           | Fahrer          | Fahrzeug            | Platzierung im Gesamtklassement |
| ------ | ----------------------- | ---------------- | --------------- | ------------------- | ------------------------------- |
| GTO    | George Dyer             | Brad Frisselle   |                 | Porsche Carrera RSR | Gesamtsieg                      |
| GTU    | Gerhard Hirsch          | Fritz Hochreuter | Rainer Brezinka | Porsche 911S        | Rang 8                          |
| AC     | kein Teilnehmer im Ziel |                  |                 |                     |                                 |

### Renndaten
- Gemeldet: 97
- Gestartet: 72
- Gewertet: 29
- Rennklassen: 3
- Zuschauer: unbekannt
- Wetter am Renntag: warm und trocken
- Streckenlänge: 8,369 km
- Fahrzeit des Siegerteams: 12:00:33,182 Stunden
- Gesamtrunden des Siegerteams: 234
- Gesamtdistanz des Siegerteams: 1958,250 km
- Siegerschnitt: 163,062 km/h
- Pole Position: Peter Gregg – Porsche 934/5 (#61) – 2:47,003 – 180,398 km/h
- Schnellste Rennrunde: Peter Gregg – Porsche 934/5 (#61) – 2:47,444 – 179,923 km/h
- Rennserie: 2. Lauf zur IMSA-GT-Serie 1977